# 神海英雄
神海 英雄（しんかい ひでお、1982年7月27日 - ）は、日本の漫画家。群馬県前橋市出身。

## 経歴
小学校は前橋市の市立学校に通う。一時期、サッカーを嗜んでいた。また群馬交響楽団の「移動音楽教室」で音楽に興味を持つ。小学5年生の時、鼓笛隊で担当したサックスの演奏を顧問の教師から褒められ、それがきっかけで吹奏楽に熱中する。中学・高校では吹奏楽部に所属、中学2・3年の夏には群馬県吹奏楽コンクールで金賞を獲得した（ただし西関東大会代表になれなかった）。大学3年生の時、就職活動で行きたい業界が見つからなかったため、自身も漫画家を志すようになっていく。大学卒業後は荒木飛呂彦のアシスタントを約5年間務めた。
2004年、『赤マルジャンプ』（集英社）2004 SUMMERに読切『アンサンブル』を掲載し漫画家デビュー。読切3作品（『Heart Catcher』『Dodge The Ball』『Ｑ部!!』）の掲載を経て、『週刊少年ジャンプ』2010年42号より初連載となるサッカー漫画『LIGHT WING』を連載した。
『LIGHT WING』完結後、自身の読切作品の中で1番描きたい題材を描けた『アンサンブル』（吹奏楽）と1番自分らしさの出せた『Heart Catcher』をもとに読切『SOUL CATCHER(S)』を執筆、『少年ジャンプNEXT!』（集英社）2012 AUTUMNにセンターカラーで掲載された。この読切をもとに、『週刊少年ジャンプ』2013年24号から2014年31号まで『SOUL CATCHER(S)』を連載する。その後『少年ジャンプNEXT!!』（集英社）への移籍・連載（2014 vol.4 - 2015 vol.2）を経て、『少年ジャンプ+』（集英社）2015年8月2日から2016年2月14日まで毎週日曜更新で連載した。
『SOUL CATCHER(S)』完結後、読切2作品（『昼夜逆転丸』『バズルジャグル』）をそれぞれ『最強ジャンプ』『ジャンプGIGA』にて掲載。
『最強ジャンプ』2017年9月号にフジテレビのバラエティー番組「今夜はナゾトレ」のコーナーの1つ、『瞬間探偵 平目木駿』のコミカライズ読切を原作：道尾秀介で掲載。その後、『最強ジャンプ』2018年1月号から2019年5月号まで『瞬間探偵 平目木駿』（原作：道尾秀介）を連載した。
『瞬間探偵 平目木駿』完結後、『少年ジャンプ+』で2019年7月23日から2日連続ではじめてのいいねを掲載する。
2022年、『週刊少年ジャンプ』12号より40号まで『地球の子』を連載。平凡な男性と「地球の子」としてヒーロー活動を行う女性の純愛を描いた物語である。

## 作品
- 凡例
  - 太字は連載作品
  - 〈掲載誌〉WJ：週刊少年ジャンプ / 赤マル：赤マルジャンプ / NEXT!：少年ジャンプNEXT! / NEXT!!：少年ジャンプNEXT!! / ＋：少年ジャンプ+　/ 最強：最強ジャンプ / GIGA：ジャンプGIGA（いずれも集英社）
  - 〈収録〉L - 〇:LIGHT WING〇巻 / S:SOUL CATCHER(S) / 瞬 - 〇:瞬間探偵 平目木駿〇巻 / 株:株式会社5年1組

|  | 連載作品 |  | 読切作品 |

|    | 作品名                 | 掲載誌                                                                                    | 収録   | 注記                                                                  |
| -- | ---------------------- | ----------------------------------------------------------------------------------------- | ------ | --------------------------------------------------------------------- |
| 1  | アンサンブル           | 赤マル2004 SUMMER                                                                         | 未     | 吹奏楽がテーマの作品。デビュー作。49P                                 |
| 2  | Heart Catcher          | 赤マル2005 SPRING                                                                         | 未     | 実演販売がテーマの作品。49P。麻生周一が「好きな漫画」として挙げている |
| 3  | Dodge The Ball         | WJ 2007年9号                                                                              | L - 3  | ドッジボールがテーマの作品。47P                                       |
| 4  | Q部!!                  | WJ 2008年13号                                                                             | L - 2  | クイズ大会がテーマの作品。47P                                         |
| 5  | LIGHT WING             | WJ 2010年42号 - 2011年12号                                                                | L      | サッカー漫画。初連載                                                  |
| 6  | SOUL CATCHER(S)        | NEXT! 2012 AUTUMN                                                                         | S - 8  | 連載版のプロトタイプ                                                  |
| 7  | SOUL CATCHER(S)        | WJ 2013年24号 - 2014年31号 NEXT!! 2014 vol.4 - 2015 vol.2 ＋ 2015年8月2日 - 2016年2月14日 | S      | 吹奏楽がテーマの作品。                                                |
| 8  | 昼夜逆転丸             | 最強 2017年1月号                                                                          | 未     | SOUL CATCHER(S)のスピンオフ作品。31P                                  |
| 9  | バズルジャグル         | GIGA 2017 vol.2                                                                           | 未     | ジャグリングがテーマの作品。50P                                       |
| 10 | 瞬間探偵 平目木駿      | 最強 2017年9月号                                                                          | 瞬 - 1 | 原作：道尾秀介。フジテレビ「今夜はナゾトレ」より。29P                 |
| 11 | 瞬間探偵 平目木駿      | 最強 2018年1月号 - 2019年5月号                                                            | 瞬     | 原作：道尾秀介。フジテレビ「今夜はナゾトレ」より                      |
| 12 | はじめてのいいね       | ＋ 2019年7月23日 - 2019年7月24日                                                          | 未     | 動画クリエイターがテーマの作品。前編52P、後編34P                      |
| 13 | 地球の子               | WJ 2022年12号 - 2022年40号                                                                | 地     |                                                                       |
| 14 | 億万長者チュートリアル | 最強 2023年5月号                                                                          | 未     |                                                                       |
| 15 | 株式会社5年1組         | 最強 2024年5月号 -                                                                        | 株     | 「お金や経済活動をキャラクターと学ぶ」がテーマの作品。                |

### その他
- 2014年6月30日から2015年6月29日まで『SOUL CATCHER(S)』公式Twitterで、毎日描き下ろしイラストを公開していた。
- 『神海英雄の仕事ぶりを皆様に見ていただく。』 - 『少年ジャンプ＋』にて2015年9月12日から10月3日まで、作画の様子の動画を毎週土曜更新で配信した（全4回）。

## 評価
- 漫画家の松井優征は、神海のSOUL CATCHER(S)連載開始時、「天才児、神海先生が帰って来た!!どんな驚きが待っているか今から楽しみです!!」とコメントしている[10]。
- 小説家の入間人間は、注目している作家の1人として葦原大介とともに神海の名前を挙げている[11]。

## 関係人物
師匠
- 荒木飛呂彦 - 約5年間アシスタントを務めた[12][4]。

アシスタント時代の同期
- 椎橋寛[12][13]
- 田中靖規[13]

アシスタント
- 後藤逸平[14]